# Poncé-sur-le-Loir
Poncé-sur-le-Loir è un comune francese di 398 abitanti situato nel dipartimento della Sarthe nella regione dei Paesi della Loira.

## Società

### Evoluzione demografica
Abitanti censiti